# Hot R&B Songs
R&B Songs — хит-парад, выпускаемый еженедельно Billboard в США. В него входят топ-25 R&B песен, включающих airplay из всех форматов радиостанций, цифровых продаж, потоковых данных и просмотров R&B песен на YouTube.

## Рекорды песен

### По числу недель на первом месте
- 26 недель

«Blinding Lights» — The Weeknd
- 20 недель

«One Dance» — Дрейк при участии Wizkid и Kyla
«Starboy» — The Weeknd при участии Daft Punk
«That’s What I Like» — Бруно Марс
- 19 недель

«Blurred Lines» — Робин Тик при участии T.I. и Фарелла Уильямса
- 17 недель

«Diamonds» — Рианна
- 16 недель

«Talk» — Халид
- 15 недель

«Suit & Tie» — Джастин Тимберлейк при участии Jay-Z
«Wild Thoughts» — DJ Khaled при участии Рианны и Брайсона Тиллера
«Better» — Халид
Источник:

## Рекорды артистов

### По количеству песен номер один
- 7 песен

The Weeknd
- 6 песен

Дрейк
- 5 песен

Рианна
- 3 песни

Крис Браун
Халид
- 2 песни

Фаррелл Уильямс
Бруно Марс
Jay Z
Бейонсе
Джейсон Деруло
DJ Khaled
Элла Май

### По общему количеству недель на первом месте в чарте
- 64 — The Weeknd
- 54 — Рианна
- 53 — Дрейк
- 33 — Халид
- 32 — Бруно Марс
- 31 — Фаррелл Уильямс
- 27 — Элла Май
- 21 — DJ Khaled
- 20 — Jay Z, Wizkid, Kyla, Daft Punk

### По количеству синглов в топ-10
| Количество синглов | Исполнитель | Прим. |
| ------------------ | ----------- | ----- |
| 37                 | The Weeknd  | [ 2 ] |
| 33                 | Крис Браун  | [ 3 ] |
| 32                 | Дрейк       | [ 4 ] |
| 17                 | Бейонсе     | [ 5 ] |
| 17                 | Халид       | [ 6 ] |
| 15                 | Рианна      | [ 7 ] |

## Избранные дополнительные рекорды чарта R&B Songs
- Халид — первый и единственный исполнитель, занявший весь топ-5 в чарте R&B Songs. Он достиг этого в чарте от 20 апреля 2019 года с песнями «Better» и «Talk», удерживаясь на 1 и 2 позиции соответственно, в то время как «My Bad» и «Saturday Nights» поднялись до 3 и 4 позиций, а «Outta My Head» вошла в чарт под номером 5[8][9].